# توبوليف تو-12
توبوليف تو-12 هي قاذفة قنابل متوسطة نفاثة سوفيتية الصنع، صنعت من القاذفة المروحية الناجحة تو-2 وذلك بعد نهاية الحرب العالمية الثانية. وضع تصميمها على أن تكون طائرة انتقالية لتجهيز توبوليف والقوات الجوية السوفيتية دخول عصر القاذفات النفاثة.

## المواصفات
الخصائص العامة
- الطول:  ()
- باع الجناح:  ()
- الارتفاع:  ()

الأداء